# Weingut S.A. Prüm

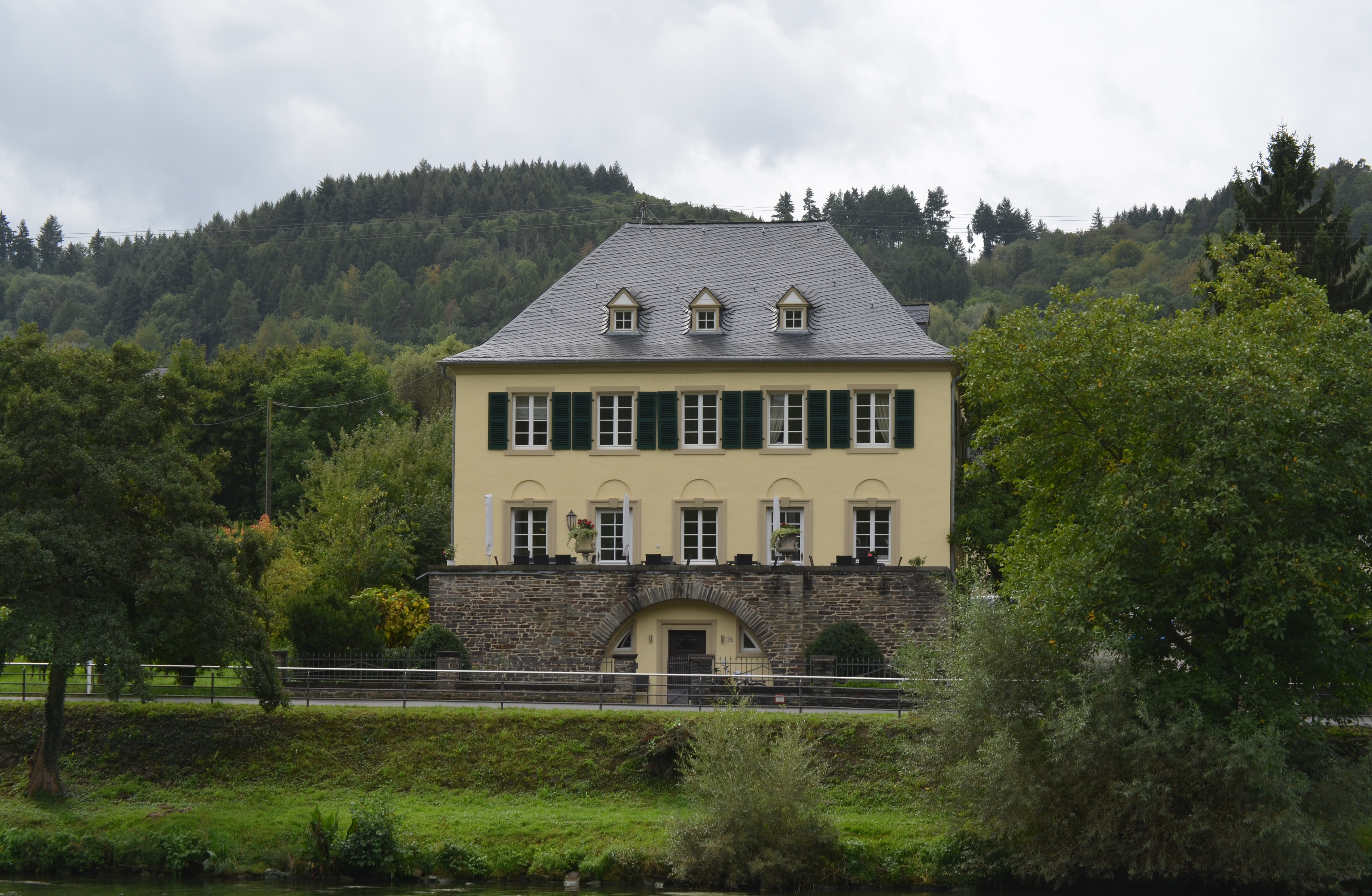
Denkmalgeschütztes Weingut S.A. Prüm an der Uferallee 25/26 in Wehlen

Das Weingut S.A. Prüm ist ein Weingut im Weinanbaugebiet Mosel. Es befindet sich in Wehlen, einem Stadtteil von Bernkastel-Kues.

## Geschichte
Nach der Überlieferung betreibt die Familie seit dem 12. Jahrhundert in Bernkastel sowie Wehlen, Graach und Zeltingen Weinbau. 1842 errichtete Jodocus Prüm jene Sonnenuhr, die den einschlägigen Wehlener und Zeltinger Lagen den Namen gab. Gründervater des Weinguts S. A. Prüm war im Zuge einer Erbteilung im Jahr 1911 Sebastian Alois Prüm. 1971 übernahm Raimund Prüm die Leitung, 2017 folgte dessen Tochter Saskia Andrea Prüm die bereits seit 2005 im Betrieb tätig ist und zuletzt die Betriebsleitung und den Vertrieb innehatte.
Das Weingut ist Gründungsmitglied des Verbands Deutscher Prädikatsweingüter (VDP). Der frühere Besitzer Raimund Prüm verkaufte bereits 2015 unter dem hierzu gegründeten Weinhaus Raimund Prüm KG Weine an den Discounter Aldi. Dort wurde 2017 auch ein Großes Gewächs des Weinguts verkauft.
Seinen Sitz hat das Weingut S. A. Prüm im denkmalgeschützten villenartigen Wohnhaus nebst Kellereigebäude an der Uferallee 25/26 in Wehlen, welches 1923/24 im Stil der Reformarchitektur errichtet wurde.

## Weine und Lagen
Es wird ausschließlich Riesling ausgebaut. Die Lagen befinden sich in Wehlen (Sonnenuhr), Graach (Domprobst und Himmelreich), Bernkastel (Graben, Lay, Bratenhöfchen), Erden, Kinheim und Lösnich. André Dominé listet das Weingut im Jahr 2013 mit 4 Sternen, bei einem Ertrag von 125.000 Flaschen / Jahr aus 13 ha Anbaufläche. Laut dem Gault&Millau wurden 2017 aus einer bestockten Fläche von 30 ha ca. 200.000 Flaschen Wein produziert. 80 % der Weine werden exportiert. Für 2018 werden 15 ha, für 2019 14 ha (je 100.000 Flaschen) bzw. für 2021 13 Ha bewirtschaftete Weinberge benannt.
Die besten Weine reifen in traditionellen Moselfudern, 1000-Liter-Eichenfässern, die im Gewölbekeller des Weinguts stehen und im Frühjahr 2017 vollständig erneuert wurden. Mit dem Wechsel in der Leitung erfolgte auch eine Umstellung verstärkt auf traditionelle Ausbaumethoden. Im Eichelmann 2022 wurden die 2020er Weine mit 3 ½ Sternen ausgezeichnet, im Gault & Millau 2019 der 2017er Jahrgang mit 3 Trauben und im Gault & Millau 2020 der 2018er Jahrgang mit 2 Trauben. Der „Kleine Johnson“ kommentierte 2022: „Qualitätsrevolution, seit Saskia A. Prüm 2017 die Leitung übernommen hat.“
Nach eigener Angabe werden diese auch an das dänische und schwedische Königshaus sowie an das Organisationskomitee des Friedensnobelpreises in Norwegen geliefert.